# Koalition gegen Straflosigkeit
Die Koalition gegen Straflosigkeit (Spanisch: Coalición contra la impunidad) ist eine deutsche Vereinigung, die sich seit ihrer Gründung 1997 der Aufklärung und juristischen Verfolgung von Menschenrechtsverletzungen der argentinischen Militärdiktatur 1976–1983 widmet.
Ihr gehören an: das Aktionszentrum Arme Welt Tübingen, die Länderkoordinationsgruppe Argentinien von Amnesty International, das Menschenrechtsreferat des Diakonischen Werks der EKD, das Forschungs- und Dokumentationszentrum Chile-Lateinamerika in Berlin, das Bischöfliche Hilfswerk Misereor in Aachen, die Argentiniengruppen Deutschlands, das ECCHR (European Center for Constitutional and Human Rights), das Nürnberger Menschenrechtszentrum, der Kirchliche Entwicklungsdienst Bayerns, die Kommission für Menschenrechte des Vereins der Richter und Staatsanwälte und des Anwaltsvereins Freiburgs, der Republikanische Anwältinnen- und Anwälteverein e.V. Der Sitz der Koalition gegen Straflosigkeit ist das Menschenrechtszentrum in Nürnberg.

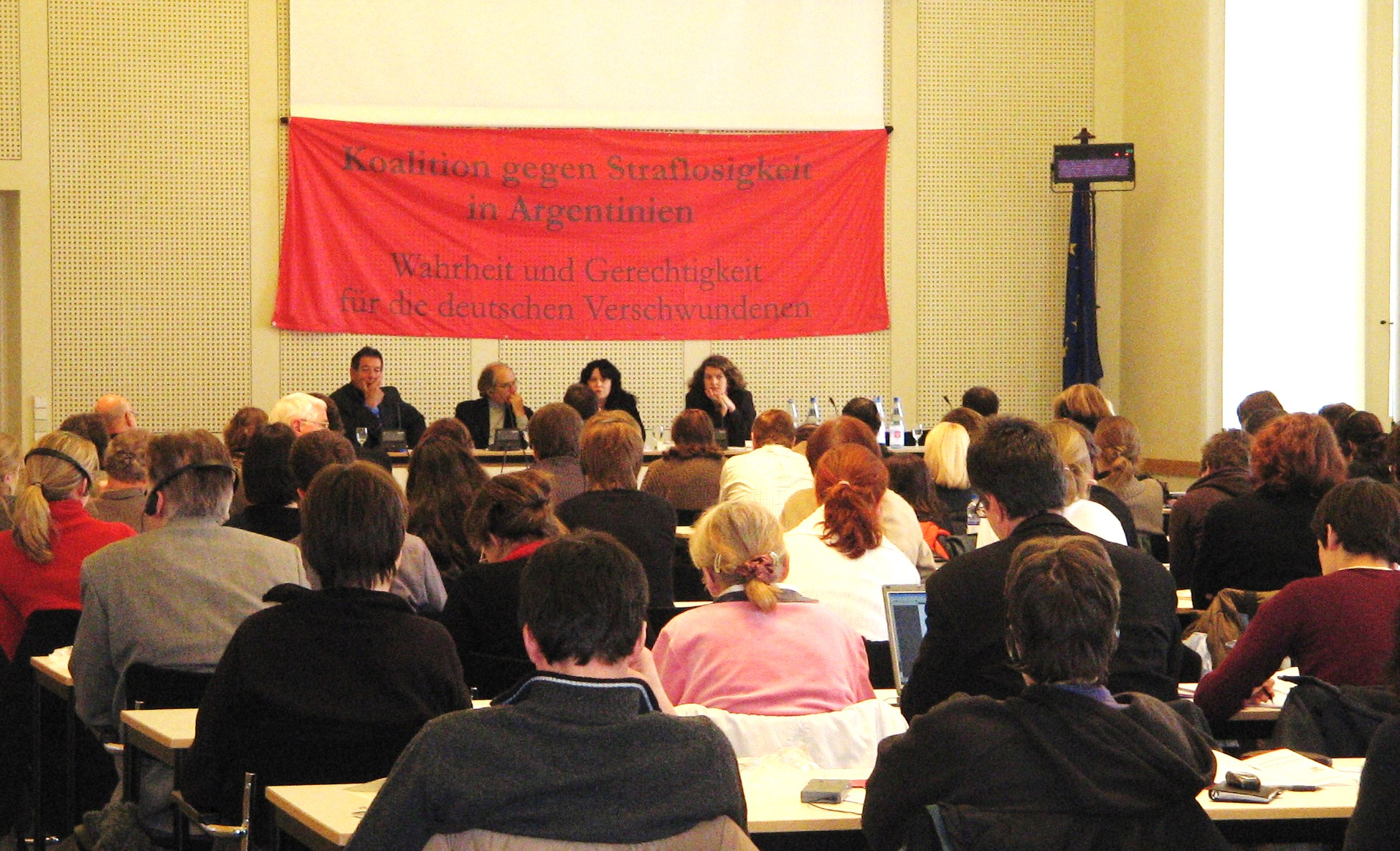
Hearing Koalition in Berlin

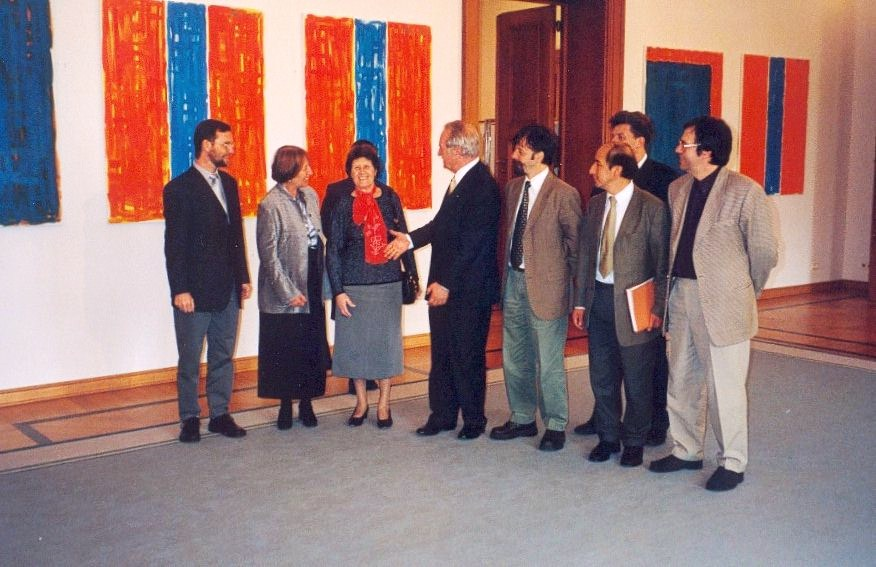
Koalition mit Bundespräsident Johannes Rau

Die Aufgabe und das Ziel der Koalition war und ist, dass Wahrheit und Gerechtigkeit für die während der argentinischen Militärdiktatur 1976–1983 verschwundenen, gefolterten und ermordeten Deutschen gefunden wird. Die Koalition hat mit juristischer Vollmacht der Überlebenden und der Familienangehörigen der damals Verschwundenen und Ermordeten ungefähr 100 Fälle von verschwundenen und ermordeten Deutschen und Deutschstämmigen dokumentiert und die Ermordung und das Verschwindenlassen vor deutschen Gerichten angezeigt.

## Gründung

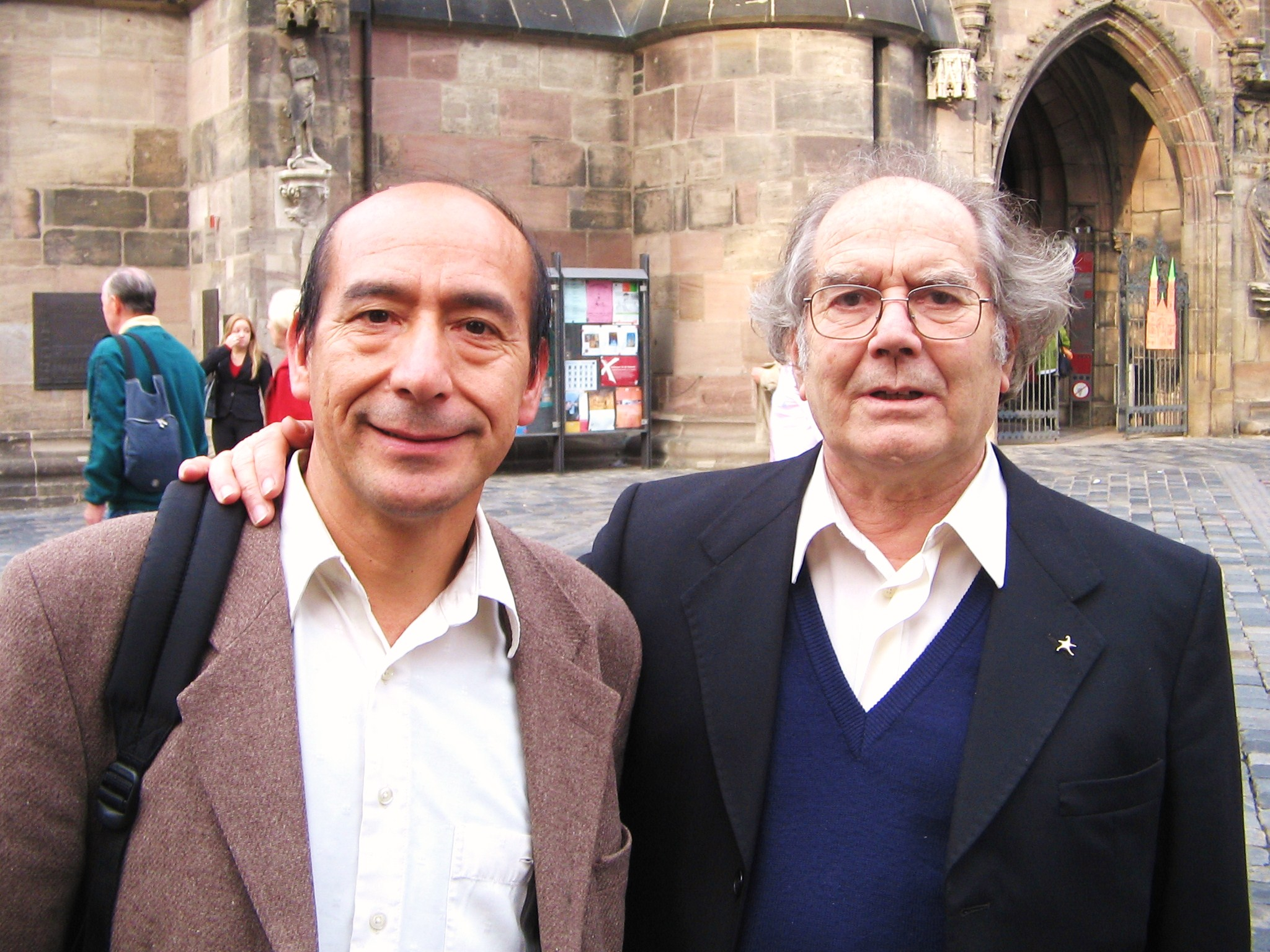
Esteban Cuya und Adolfo Pérez Esquivel

Die Koalition begann ihre Arbeit aufgrund einer brieflichen Bitte des Friedensnobelpreisträgers Adolfo Pérez Esquivel im März 1997 an seinen peruanischen Freund und früheren Mitarbeiter Esteban Cuya in Nürnberg:

„Mit diesem Brief möchten wir das DIML (Dokumentations- und Informationszentrum für Menschenrechte in Lateinamerika in Nürnberg) darum bitten, Anstrengungen zu unternehmen oder bestehenden Anstrengungen Kontinuität zu verleihen, die darauf abzielen, dass der deutsche Staat bei der Erforschung der Gründe des Verschwindenlassens und/oder der Exekution von Opfern des Staatsterrorismus deutscher Abstammung seiner Verpflichtung nachkommt. Diese Bitte steht in direkter Beziehung zu den Anstrengungen der Menschenrechtsorganisationen Argentiniens, die das Recht auf Gerechtigkeit in jedem der Staaten erreichen wollen, deren Bürger den Schrecken der Militärdiktatur erlitten haben. Die Bitte erstreckt sich auf die Anstrengungen, die notwendig sind, um die Aufgaben der Nichtregierungsorganisationen aufrechtzuerhalten. Der Konflikt, der durch die vom  Staat bewirkte Straflosigkeit in den Gesellschaften erzeugt wird, überschreitet die Grenzen und internationalisiert auf sehr grausame Weise das Problem. Friede und Segen! Adolfo Pérez Esquivel (Friedensnobelpreisträger).“

Daraufhin kam es zur Gründung der Koalition gegen Straflosigkeit in Argentinien, die in enger Zusammenarbeit mit argentinischen Menschenrechtsgruppen wie der deutschen Gruppe der Mütter der Plaza de Mayo und wie vergleichbare NGOs in Frankreich, Schweden, Italien, Spanien die Vertretung ihrer in Argentinien verschwundenen Staatsangehörigen übernahm. Ermöglicht wurde diese transnationale Interessensvertretung durch die zunehmende Akzeptanz des sogenannten Weltrechtsprinzips.

## Ziele
Die Koalition hat sich zum Ziel gesetzt:
- den zwischen 1976 und 1983 in Argentinien verschwundenen, gefolterten und ermordeten deutschen Staatsbürgern Gerechtigkeit und Wahrheit zuteilwerden zu lassen;
- die strafrechtliche Verfolgung der Verantwortlichen für Menschenrechtsverletzungen gemäß den nationalen und internationalen Normen zu erwirken;
- die Weiterentwicklung der juristischen Normen zum Menschenrechtsschutz.

### Öffentlichkeitsarbeit
Die Arbeit der Koalition gegen Straflosigkeit stützte sich von Beginn an auf zwei Eckpfeiler, die von der ganzen Koalition getragen wurden. Der erste war die klassische Menschenrechtsarbeit mit Aufklärung, Dokumentation und Pressearbeit. Die Koalition hat mehrere Ausstellungen zur Militärdiktatur in Argentinien erarbeitet: Nicht die Erde hat sie verschluckt, Fußball und Menschenrechte und Ein Leben in Solidarität mit Lateinamerika.
Die Ausstellungen wurden mit großem Erfolg und großer Resonanz in der Presse bundesweit gezeigt. In regelmäßigen, öffentlich publizierten, Rundbriefen hat die Koalition über ihre Arbeit informiert. Wiederholt wurden Zeugen eingeladen, um öffentlich über die damaligen Vorgänge zu berichten. In Postkartenaktionen wurden die zuständigen Stellen aufgefordert, endlich ihrer Verpflichtung nachzukommen und sich für die Bestrafung der Vergehen an Deutschen im Ausland einzusetzen. Die Recherchen der Koalition zu den skandalösen Verhältnissen an der Deutschen Botschaft in Buenos Aires damals, deren Vertreter eng mit den Militärs kooperiert hatten, haben für die Zusammenhänge von Außenpolitik und Menschenrechten sensibilisiert.

### Strafanzeigen
Der zweite  Eckpfeiler der Arbeit war die juristische Arbeit. Seit Beginn haben in der Koalition gegen Straflosigkeit Rechtsanwälte mitgearbeitet. Sie haben mit Vollmacht der Familienangehörigen und als Mitglieder der Koalition gegen Straflosigkeit die Fälle der deutschen Verschwundenen und Ermordeten juristisch vertreten und Strafanzeigen vor deutschen Gerichten erstattet. Das deutsche Strafrecht ist für Vergehen, die von und an Deutschen im Ausland verübt werden, zuständig. Durch Rechtsgutachten des Max-Planck-Instituts für ausländisches und internationales Strafrecht in Freiburg im Breisgau hat die Koalition ihre juristische Arbeit zusätzlich wissenschaftlich abgesichert.
Die Fälle, in denen der Koalition ausreichende Beweise für die Ermordung deutscher Staatsangehöriger in Argentinien zur Verfügung standen, waren die Fälle, die zu Internationalen Haftbefehlen gegen die argentinischen Schergen der Diktatur bis hin zur Spitze der damaligen Junta selbst geführt haben. 2001 und 2003 führten die Strafanzeigen der Rechtsanwälte der Koalition, der Freiburger Rechtsanwälte Roland Beckert und Konstantin Thun vor dem Amtsgericht Nürnberg, dazu, dass der Nürnberger Oberstaatsanwalt Walter Grandpair sechs Haftbefehle gegen höhere argentinische Offiziere aufgrund der Ermordung von Elisabeth Käsemann und Klaus Zieschank erwirkt hat. Auf Antrag Grandpairs hat das Nürnberger Amtsgericht am 28. November 2003 u. a. die Auslieferung des ehemaligen argentinischen Präsidenten Jorge Videla, des Ex-Admirals Emilio Massera, sowie des Ex-Generals Guillermo Suárez Mason angeordnet.
Die Strafanzeige gegen Juan Tasselkraut, ein ehemaliger Abteilungsleiter von Mercedes-Benz in Argentinien, wegen einer möglichen Beteiligung am Verschwindenlassen von 14 Gewerkschaftern der Firma, wurde im Jahr 2004 eingestellt. Sie wurde von dem Berliner Rechtsanwalt der Koalition, Wolfgang Kaleck, eingereicht, der schon zuvor, 1999, als Vorsitzender des Republikanischen Anwältinnen- und Anwältevereins e.V. (RAV), Strafanzeige gegen Daimler-Benz-Argentina wegen der Zusammenarbeit mit und Auslieferung von Gewerkschaftsmitgliedern an die Militärs gestellt hatte.
Weitere Strafanzeigen von Wolfgang Kaleck, die aufgrund des Verschwindenlassens von Nachkommen deutsch-jüdischer Flüchtlinge gestellt wurden, wurden ebenfalls fallengelassen. Laut Nürnberger Staatsanwaltschaft dürfen sie nicht mehr als Deutsche behandelt werden. Dazu kam noch die juristische Problematik: Das Verschwindenlassen war zum Zeitpunkt der Tatausübung als Straftatbestand nicht kodifiziert.
Im Oktober 2006 leitete die Koalition gegen Straflosigkeit im Auftrag von neun Angehörigen deutscher und deutschstämmiger Opfer der argentinischen Militärdiktatur ein Klageerzwingungsverfahren gegen 45 argentinische Ex-Militärs beim Oberlandesgericht Nürnberg ein. In Argentinien haben im Dezember 2009 Prozesse gegen die damaligen Machthaber und ihre Schergen begonnen. Die Anwälte der „Koalition gegen Straflosigkeit“ nehmen regelmäßig als Prozessbeobachter an den Verhandlungen teil.

## Auszeichnung
Für die Bemühungen um Wahrheit und Gerechtigkeit hat die Koalition gegen Straflosigkeit den 9. Bremer Solidaritätspreis im Jahr 2004 erhalten. Der Preis wurde von dem Nürnberger Pfarrer Kuno Hauck und der argentinischen Menschenrechtlerin Elsa de Oesterheld entgegengenommen. Die Preisrede hielt die ehemalige Justizministerin Herta Däubler-Gmelin.